# フルク4世

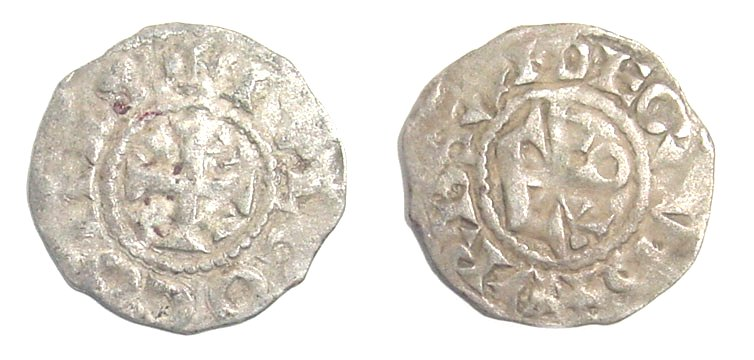
フルク4世の通貨

フルク4世・ダンジュー（Foulques IV d'Anjou, 1043年頃 - 1109年4月14日）は、アンジュー伯兼トゥール伯（在位：1068年-1109年）。病気質伯（le Réchin、ル・レシャン）または喧嘩伯（le Querelleur、ル・クレルール）と仇名された。
ガティネ伯ジョフロワ2世・フェレオルとその妻でアンジェルジェ家の娘エルマンガルド＝ブランシュ・ダンジューの間に末子、次男として生まれた。
アンジュー伯ジョフロワ3世は実兄、モンタルジ領で初の女領主となったイルドガルド・ エルー（イルドガルド・ド・シャトー＝ランドンとも）は実姉に当たる。
他、異父妹に当たるイルドガルド・ド・ブルゴーニュがいる。

## 略歴
母方の伯父に当たるジョフロワ2世アンジュー伯（鉄槌伯）が後継者を残さずに死去したため、その遺産を兄ジョフロワ3世と分割した。長男のジョフロワはその中でも最も良い領地、アンジューとトゥーレーヌを相続し、フルクはサントンジュ領とヴィイエール領を相続した。
1061年 アキテーヌ公ギヨーム8世にサントンジュ領を占領された際、フルクは兄ジョフロワ3世、そしてシェフ＝ブトンヌでアキテーヌ公ギヨーム8世を討ち破り サントンジュを奪還した。しかしながら、それはつかの間のことであり、翌年に再度軍を率いたギヨーム8世に追撃されている。
兄ジョフロワ3世は亡き伯父ジョフロワ2世と比べられ、「統治者として力不足」とされ、中には無能と判断し見限る家臣もいた。
遺産分割の際にヴィイエール領主にされたことが元々不満だったフルクはジョフロワ3世が聖職者達と対立し難戦に巻き込まれたのを機に、反ジョフロワ派の貴族達を先導し兄に謀反を起こした。
兄ジョフロワ3世は既に教会から見捨てれられ、ローマ教皇の使者から法王教典による破門を言い渡されており、フルクは兄の最も有力な臣下であったプリュイリー卿ジョフロワ、シャトー＝ゴンティエ卿、モントルイユ卿ジロー、アンジェ教区長ロベールらを味方に付けた。
1067年2月25日 にソミュールを略奪、上述の4人の協力により難なく1067年4月4日、アンジェにてジョフロワ3世を捕らえ、監房に投獄した。
しかし、フルク4世派に寝返った4人への制裁はすぐに訪れ、兄ジョフロワ3世を投獄した翌日の木曜日、民衆による酷い暴動が街を襲い、プリュイリー卿ジョフロワ、シャトー＝ゴンティエ卿、モントルイユ卿ジローは虐殺され、アンジェ教区長ロベールは逮捕された。
その後、ジョフロワ3世とは短期間和解した後に再戦し、フルクは兄をシノンで捕らえて退位させ再び投獄した。
後にアンボワーズ卿シュルピス2世を含めた何人かの家臣はアンジューの封建制に無秩序が定着することを恐れ、フルク4世がアンジュー伯を名乗ることに異議を唱え、常に反対した。
そこでフランス王フィリップ1世からの支持を確実に得て、アンジュー伯としての地位を確固なものにするため、フルク4世は王フィリップ1世にガティネ伯領を贈与し、さらに要塞を略取し燃やすことに躊躇がない乱暴な家臣を1人ずつ差し出した。
ノルマンディー公ウィリアム征服王に対抗するため、フルク4世の姪に当たるブルゴーニュ公ロベール1世の娘イルドガルド（フルクの異父妹エルマンガルド=ブランシュの娘）をアキテーヌ公子ギー=ジョフロワこと後のギヨーム8世と結婚させ、さらに自分の娘エルマンガルドをブルターニュ公アラン4世と結婚させ、閨閥にていくつかの同盟を結んだ。
また、ノルマンディー公に対する反乱の中で臣下メーヌ伯エリー1世を支持している。
フルク4世はトゥールの大司教と悶着を起こして破門された際、法王から取り調べを任命された教会の権力者達に献金することで贖宥状を確保している。
最後の妻ベルトラード・ド・モンフォールをフランス王フィリップ1世に誘拐されてしまった時期、さらに２人目の妻エルマンガルドとの息子ジョフロワ4世マルテルの反乱と戦わなければならなくなり、結果的に1106年に郡の代理人としてカンデ包囲戦に参戦したジョフロワ4世を矢で暗殺した。フルク4世は41年間の政治的支配が認められた後、1109年にアンジェにて死去している。

### 結婚と子女
フルクは生涯の中、多くの結婚を繰り返したとされ、正確な結婚と離婚した回数は不明かつ5回の結婚の内2回の結婚は信憑性が低いとされている。初婚の妻にフルク4世の忠実な家臣であるボージャンシー卿ランセリン2世の娘イルドガルド・ド・ボージャンシーを迎える。イルドガルドとの間に一女をもうけている。
- エルマンガルド（1068/72年 - 1146年没） - アキテーヌ公ギヨーム9世の最初の妻。ギヨーム9世と離婚後ブルターニュ公アラン4世と再婚した。

イルデガルドと死別した後、ブルボン卿アルシャンボー4世の娘エルマンガルド・ド・ブルボンと再婚したが離婚し、ジャリニー卿ギヨームと再婚させた。エルマンガルド・ド・ブルボンとの間に一男もうけている。
- ジョフロワ4世マルテル（鎚若伯、1106年没） - 父とアンジューを共治していたが、反乱を起こされフルク4世自らの手で暗殺したとされる。

フルク4世は3度目の結婚で1076年1月21日、シャトライヨン卿イゼンバールの娘オランガルド（OrengardeあるいはAurengarde）・ド・シャトライヨンを妻に迎えた。しかし、1080年に近親者であることを理由に離婚し、ボーモン＝レ＝トゥールの地下牢に幽閉する。フルクは後添えとなる若い女性を求め、さまざまな家を訪ねた。
4度目にブリエンヌ伯ゴーティエ1世の娘マンティ・ド・ブリエンヌと結婚し、1090年以前に離婚している。
5度目に最後の妻モンフォール領主シモン1世とアニェス・デヴルーの娘ベルトラード・ド・モンフォール（1117年没）と結婚し、ベルトラードとの間には一男もうけている。
- フルク5世（若伯）（1090年 - 1144年） - アンジュー伯となり後にエルサレム国王となる。

先でも述べたが、フルク4世の最後の若妻、ベルトラードは1092年にフランス国王フィリップ1世によってベルトラードも同意の上で誘拐されてしまう。
フルク4世は妻とは死別あるいは離婚する度に代わりの女性と結婚することを繰り返し、その選択に甘んじてきた。しかし、この件に関しては老いたフルク4世はベルトラードの不貞を政治的に利用することは控え、新しい妻を迎えることもしなかった。
フルク4世が妻や娘に適用した童話『青髭』のような戦略は、彼が生きた11世紀の政治のパトロン達のように政略結婚で家と家との関係をコントロールすることを可能にしているが、権力を増加させることだけを目的に女性という弱者を消費しているともいえる。
後述のアンボワーズ卿の親族コルバ・ド・トリニエの歴史は啓蒙的である。

### 養女コルバ・ド・トリニエ
フルク4世は護下にある領地と近隣の領主達を非常に注意深く見ていたようである。臣下である小貴族の相続人の生活も統制していたフルク4世の関心は言うまでもなく、アンボワーズ城の三城の内の一城を所有していたフーソワの娘コルバのエピソードが知られている。コルバは最初家族によって貞節を守られていた。彼女の外伯父に当たるアンボワーズ卿シュルピスはコルバの結婚によりフルク4世に財産を掌握されないように注意している。
しかし、フルク4世はコルバに求婚を受け入れさせるためにダンボワーズの第3城の城守である既知の名高い1人の騎士を懐柔し、コルバに圧力を掛け交渉し、結婚を承諾させた。
しかし、コルバの夫は城での生活には魅力を感じず、彼のいとこであるユーグと一緒に十字軍に行くことを決意する。一緒に十字軍遠征に参加した。コルバの夫は十字軍遠征中に亡くなり、知らせが周知になるとすぐに、フルク4世は故人の家族等に相談する間もなく若い未亡人となったコルバの後見に付く。コルバを心配したフルクは、次のアンボワーズ城の城守にすべく老騎士サント卿アシャールとコルバを間もなく再婚させた。
再婚相手サント卿アシャールは若い新妻コルバとの結婚に喜び、フルク4世に大金を支払ってくれたため、城の警備が厳重になり、一石二鳥の利を得たフルクはこの結婚をとても喜んだ。
しかし、コルバの前夫と一緒に死んだと思われていたユーグは十字軍から生還し、アシャールはユーグにコルバとの仲を裂かれることを恐れ、トゥールーズのサン＝マルタンの地下室にコルバを幽閉し、アシャールの兄弟に警護させた。
トゥールーズでコルバは、常に監視下に置かれそこの景色や人々に退屈していた。コルバはアンボワーズの貴族のからの告げ口でユーグが生きており、捕虜とされている実情を知ってしまう。
コルバは自分を騙し続けた年老いた夫に二度と会わず、アシャールは妻に拒絶された絶望により死去してしまう。
コルバの一族はもはや最初の過ちを犯さず、再び未亡人となったコルバはアンボワーズに恩義のある騎士である最初の夫と再び結婚した。しかし、いとこのユーグはすぐに1109年にアキテーヌ公ギヨーム9世が遠征した十字軍に加わり、コルバもそれに同行した際、移動中にコルバは包囲されて行方不明となり、トルコ人によって虐殺され最期を迎えたとされる。

### アンジュー伯またアンボワーズ領主の年代記
フルク4世が書いたアンジュー伯の歴史の内、断片だけが残り、リュク・ド・アシェリのスピギレジウムに挿入され、彼の記した古きアンジュー伯の物語は修道院長ミシェル・ド・マロールによって翻訳された。
アンジュー伯またアンボワーズ領主の年代記のテキストはラテン語で 1100年 を1140年 にそれぞれ、アンジューのフルク4世・ル・レシャンに要求されたアンジューの司祭によって書かれた。内容はカール大帝が王位継承以来の初代アンジュー伯から記されている。
この文献のスキャン版『勇猛なるアンジュー伯年代記』はフランス語で閲覧可能である。